# L'uomo da sei milioni di dollari
L'uomo da sei milioni di dollari (The Six Million Dollar Man) è una serie televisiva statunitense del 1974, liberamente ispirata al romanzo Cyborg di Martin Caidin. La serie, parte del franchise omonimo, narra le avventure del colonnello Steve Austin, interpretato da Lee Majors,
La serie è stata preceduta da tre film per la televisione "pilota" e consta di cento episodi ordinari. Dalla serie è stata tratta una serie spin-off, La donna bionica (a sua volta oggetto di un remake, Bionic Woman, nel 2007), con protagonista Jaime Sommers (Lindsay Wagner), due film cinematografici di montaggio, realizzati assemblando episodi della serie televisiva, e sono seguiti tre film per la televisione reunion negli anni ottanta e novanta del XX secolo.
La serie ha inoltre ispirato numeroso merchandising, comprese action figure prodotte dalla Kenner, una serie di romanzi contenenti novelizzazioni dei primi film o di speciali doppi episodi, fumetti, audiolibri e altro materiale.

## Trama
Un astronauta della NASA, il colonnello Steve Austin, a causa di un incidente durante una missione sperimentale, perde le gambe, il braccio destro e l'occhio sinistro. Su di lui viene quindi effettuata una ricostruzione bionica all'avanguardia, che sostituisce gli organi danneggiati con arti bionici. La serie prende il titolo dal costo dell'intervento, appunto di sei milioni di dollari (equivalenti a 13 milioni nel 1984, 19 milioni nel 1994, 24 milioni nel 2004, 30 milioni nel 2014 e 35 milioni nel 2019).
Grazie agli organi bionici, Steve Austin acquisisce delle capacità eccezionali: le gambe gli consentono di correre a velocità altissime, il braccio è dotato di una forza fuori dal comune, e l'occhio permette una visione ravvicinata di oggetti molto lontani.
Steve Austin, dopo l'intervento, lavorerà come agente segreto per l'OSI (Office of Scientific Intelligence), che ha richiesto e finanziato il progetto.

## Episodi
La sigla di testa riporta filmati dell'epoca dell'incidente aereo, occorso al velivolo a corpo portante M2-F2, avvenuto il 10 maggio 1967 alla base di Edwards. Il velivolo, pilotato dal pilota collaudatore Bruce Peterson, colpì il suolo a circa 250 mph (402 km/h) ed eseguì sei rotazioni su sé stesso. Peterson sopravvisse a quello che sembrava essere un incidente mortale, anche se in seguito perse un occhio a causa di un'infezione. Nella versione originale, il dialogo inserito è pronunciato da Lee Majors, e si basa sulla comunicazione via radio prima dell'incidente stesso.
| Stagione         | Episodi | Prima TV originale | Prima TV Italia |
| ---------------- | ------- | ------------------ | --------------- |
| Prima stagione   | 13      | 1974               | 1981            |
| Seconda stagione | 22      | 1974-1975          | /               |
| Terza stagione   | 22      | 1975-1976          | /               |
| Quarta stagione  | 23      | 1976-1977          | /               |
| Quinta stagione  | 21      | 1977-1978          | 1986            |

## Personaggi
- Steve Austin (stagioni 1-5), interpretato da Lee Majors, doppiato in italiano da Roberto Del Giudice.
Ex astronauta, in seguito agente dell'OSI, che, a seguito di un incidente aereo militare quasi mortale, come risultato di un progetto governativo classificato, è stato ricostruito nel primo "uomo bionico" del mondo, subendo l'impianto di numerose protesi cibernetiche artificiali chiamate appunto "bioniche".
- Oscar Goldman, interpretato da Richard Anderson, doppiato in italiano da Germano Longo.
Direttore dell'OSI e diretto superiore di Austin.
- Rudy Wells, interpretato da Alan Oppenheimer (stagioni 1-3) e Martin E. Brooks (stagioni 3–5).
Medico e supervisore primario della tecnologia bionica di Austin
- Peggy Callahan, interpretata da Jennifer Darling, doppiata in italiano da Franca De Stradis.
Segretaria di Oscar Goldman.
- Jaime Sommers, interpretata da Lindsay Wagner, doppiata in italiano da Franca De Stradis.

## Produzione
Durante la produzione della serie L'uomo da sei milioni di dollari, veniva usato il nome di lavorazione Cyborg, nella fase di pre-produzione.

## Colonna sonora
I titoli di testa e di coda dei film per la televisione del 1973 Vino, donne e guerra e Complotto internazionale, utilizzavano una canzone scritta da Glen A. Larson e cantata da Dusty Springfield, con corista Ron "Escalade" Piscina. Questa canzone è stata utilizzata anche come musica per promuovere la serie L'uomo da sei milioni di dollari.
Quando la serie L'uomo da sei milioni di dollari è iniziata, la canzone è stata sostituta con un brano strumentale composto da Oliver Nelson, Theme from The Six Million Dollar Man. Il primo episodio regolare, Popolazione: zero (Population: Zero ), trasmesso il 18 gennaio 1974, ha introdotto un nuovo elemento nella sequenza di apertura: la voce fuori campo di Oscar Goldman che spiega la logica alla base della creazione di un uomo bionico. La narrazione della prima stagione e la disposizione dei titoli di testa del tema di Nelson erano più brevi rispetto a quelle utilizzate dalla seconda stagione in poi.
Il tema composto da Oliver Nelson è stato pubblicato in numerose versioni da altri artisti, ma non è mai stata pubblicata la versione originale. Il musicista Richard "Groove" Holmes ne ha pubblicata una nel suo album The Six Million Dollar Man in stretta collaborazione con lo stesso Nelson, che ha arrangiato il brano e diretto l'orchestra. Questa versione è, tra quelle pubblicate, la più vicina all'originale, a parte il lungo assolo di organo di Richard Holmes.
Per l'edizione italiana della serie televisiva, venne utilizzata come sigla la canzone Se, cantata da Nino Buonocore.

## Distribuzione
La serie è stata trasmessa originariamente negli Stati Uniti dal 18 gennaio 1974 al 6 marzo 1978 dalla ABC. Successivamente la serie è stata trasmessa in syndication. Questa seconda versione presenta numerose modifiche modificati rispetto alla serie originalmente trasmessa dalla ABC. Ad esempio l'episodio de L'uomo da sei milioni di dollari della quarta stagione, Uccidete Oscar - 2ª parte (Kill Oscar: Part 2), è stato trasferito nella serie La donna bionica, così da preservare l'arco narrativo della seconda serie, mentre l'episodio della seconda stagione de La donna bionica, Gli extraterrestri - 2ª parte (The Return of Bigfoot: Part II) è stato spostato alla serie L'uomo da sei milioni di dollari. Inoltre i tre film per la televisione del 1973 sono stati tutti rieditati in episodi in due parti, integrandoli ampiamente di filmati di repertorio e spezzoni tratti da altri episodi.
In Israele, la serie è stata reintitolata The Man Worth Millions, anziché six million, poiché i "sei milioni" evocavano il ricordo dei sei milioni di ebrei morti durante l'Olocausto.
In Italia la serie andò in onda inizialmente su alcune televisioni locali a partire da settembre 1981 e poi, nel corso degli anni, fu trasmessa anche dalle emittenti nazionali Canale 5 e Italia 1.

## Riconoscimenti
- Golden Globe
  - 1977 - Candidatura al miglior attore in una serie drammatica a Lee Majors
- Academy of Science Fiction, Fantasy & Horror Films
  - 2011 - Candidatura alla miglior pubblicazione televisiva in DVD/Blu-Ray
  - 2022 - Candidatura alla miglior pubblicazione televisiva in DVD
- Primetime Emmy Awards
  - 1976 - Candidatura al miglior montaggio sonoro di un film - per un singolo episodio di una serie regolare o limitata per l'episodio Il segreto del bigfoot - 1ª parte e 2ª parte
  - 1977 - Candidatura al miglior montaggio sonoro di un film per una serie per l'episodio Gli extraterrestri - 1ª parte e 2ª parte
- TV Land Awards
  - 2003 - Superest Super Hero a Lee Majors

## Opere derivate
Nel 1973, a precedere la serie televisiva, sono stati trasmessi tre film per la televisione dall'emittente televisiva ABC, I primi tre, avendo una lunghezza originale di circa 75 minuti, sono stati in seguito allungati con nuove scene riprese da altri episodi, in modo da raggiungere la durata di circa 90 minuti ciascuno e poterli trasmettere con la serie come episodi in due parti. Questi film sono: L'uomo da sei milioni di dollari - Dalla Luna al deserto (The Six Million Dollar Man), diretto da Richard Irving; L'uomo da sei milioni di dollari - Vino, donne e guerra (The Six Million Dollar Man: Wine, Women and War), diretto da Russ Mayberry, e L'uomo da sei milioni di dollari - Complotto internazionale (The Six Million Dollar Man: The Solid Gold Kidnapping), anch'esso diretto da Russ Mayberry. Il personaggio di Steve Austin appare anche in uno speciale commedia per la televisione nel 1976, ABC Funshine Saturday Sneak Peek, diretto da Lawrence Einhorn.
A seguito della messa in onda della serie e data la popolarità raggiunta dal personaggio di Jaime Sommers, è stata trasmessa la serie televisiva La donna bionica (The Bionic Woman), in cui compare in alcuni episodi della prima e seconda stagione anche Steve Austin. Le prime due stagioni sono state trasmesse sempre dalla ABC, mentre la terza è stata trasmessa dalla NBC, che non aveva i diritti per utilizzare il personaggio di Steve Austin.
Nel 1979 è stato distribuito nelle sale cinematografiche italiane il film Squali!, costituito dai primi due episodi della quinta stagione, Squali - 1ª parte e Squali - 2ª parte (Sharks: Part 1 e Sharks: Part 2, originalmente trasmessi rispettivamente l'11 e il 18 settembre 1977), all'epoca ancora inediti al pubblico italiano, montati insieme. Sempre nel 1979 è stato distribuito nei cinema il film Secret of Bigfoot, per la regia di Alan Crosland Jr., composto dall'assemblaggio del doppio episodio della terza stagione Il segreto del bigfoot - 1ª parte e Il segreto del bigfoot - 2ª parte, trasmessi rispettivamente il 1º e il 4 febbraio 1976.
Dal 1987 al 1994 sono stati realizzati tre ulteriori film per la televisione, sequel, spin-off e crossover delle due serie L'uomo da sei milioni di dollari e La donna bionica. I film sono: Il ritorno dell'uomo da sei milioni di dollari (The Return of the Six Million Dollar Man and Bionic Woman, 1987), diretto da Ray Austin; Scontro bionico (Bionic Showdown: The Six Million Dollar Man and the Bionic Woman, 1989), diretto da Alan J. Levi, e Il ritorno della donna bionica (Bionic Ever After?, 1994), diretto sempre da Alan J. Levi. Questi tre film sono stati trasmessi, i primi due, dall'emittente televisiva NBC, e il terzo dall'emittente televisiva CBS.
Nel 2007 il produttore David Eich decide di riportare sullo schermo il personaggio di Jaime Sommers, interpretata dall'attrice britannica Michelle Ryan, realizzando la serie televisiva Bionic Woman per l'emittente televisiva NBC. La nuova Jaime Sommer è molto diversa da quella originaria e dalla serie è completamente escluso il personaggio di Steve Austin. A causa dei bassi ascolti e di altri fattori sfavorevoli, della serie sono andati in onda solamente otto episodi, dopodiché la serie è stata cancellata.
Nel 2014 è stata annunciata la messa in cantiere del progetto per un film reboot della serie televisiva, intitolato The Six Billion Dollar Man (lett. "L'uomo da sei miliardi di dollari"). Il film avrebbe dovuto vedere alla regia Peter Berg, e, nei panni del protagonista Steve Austin, l'attore Mark Wahlberg, Ad agosto 2024, nonostante siano passati ormai dieci anni dall'annuncio della produzione, Mark Wahlberg ha promesso aggiornamenti a breve, dimostrandosi ottimista e determinato a portare a termine il progetto nonostante i ritardi e nonostante il budget sia aumentato a causa dell'inflazione.